# Robin Raphel

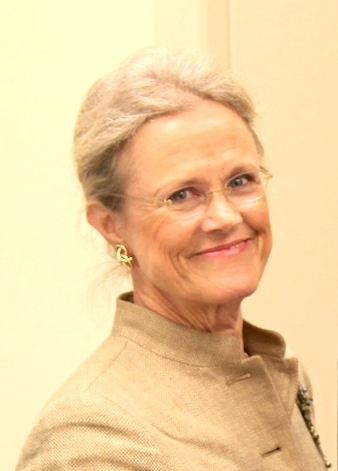
Robin Raphel (2012)

Robin Lynn Raphel (Geburtsname: Robin Lynn Johnson; * 1947 in Vancouver, Washington) ist eine ehemalige US-amerikanische Diplomatin, die unter anderem zwischen 1993 und 1997 Assistant Secretary of State for South Asian Affairs sowie im Anschluss von 1997 bis 2000 Botschafterin in Tunesien war.

## Leben

### Studium und Beginn der diplomatischen Laufbahn
Robin Johnson begann nach dem Besuch der High School in Longview 1965 ein Geschichtsstudium sowie Studium der Wirtschaftswissenschaften an der University of Washington, das sie 1969 mit einem Bachelor of Arts (B.A. History and Economics) abschloss. Zwischenzeitlich absolvierte sie von 1967 bis 1968 ein Gaststudium der Geschichte an der Universität London sowie von 1969 bis 1970 ein Auslandsjahr an der University of Cambridge. Danach war sie zwischen 1970 und 1972 als Geschichtslehrerin am Damavand College in Teheran tätig. Nach ihrer Rückkehr absolvierte sie ein postgraduales Studium der Wirtschaftswissenschaften am University System of Maryland, das sie mit einem Master of Arts (M.A. Economics) beendete.
1973 begann Robin Johnson ihre berufliche Tätigkeit als Wirtschaftsanalystin bei der Central Intelligence Agency (CIA), wechselte aber 1975 zur US-Behörde für Entwicklungszusammenarbeit USAID (US Agency for International Development), für die sie bis 1978 als Wirtschafts- und Finanzanalystin in Islamabad tätig war. Zu dieser Zeit heiratete sie 1978 den damaligen Politischen Referenten an der Botschaft in Pakistan, Arnold L. Raphel. 1978 trat sie selbst in den diplomatischen Dienst des US-Außenministeriums und war zunächst Wirtschaftsreferentin im Referat für Investitionsangelegenheiten sowie anschließend Wirtschaftsreferentin im Sachgebiet für Israel, ehe sie bis 1984 Mitarbeiterin im Stab des Assistant Secretary of State for Near Eastern and South Asian Affairs Richard W. Murphy war.
1984 wechselte Robin Raphel als Politische Referentin an die Botschaft im Vereinigten Königreich und war im Anschluss zwischen 1988 und 1991 erst Botschaftsrätin und Leiterin der Politischen Abteilung an der Botschaft in Südafrika sowie daraufhin von 1991 bis 1993 Botschaftsrätin und Leiterin der Politischen Abteilung an der Botschaft in Indien.

### Assistant Secretary of State, Botschafterin und Spionagevorwürfe

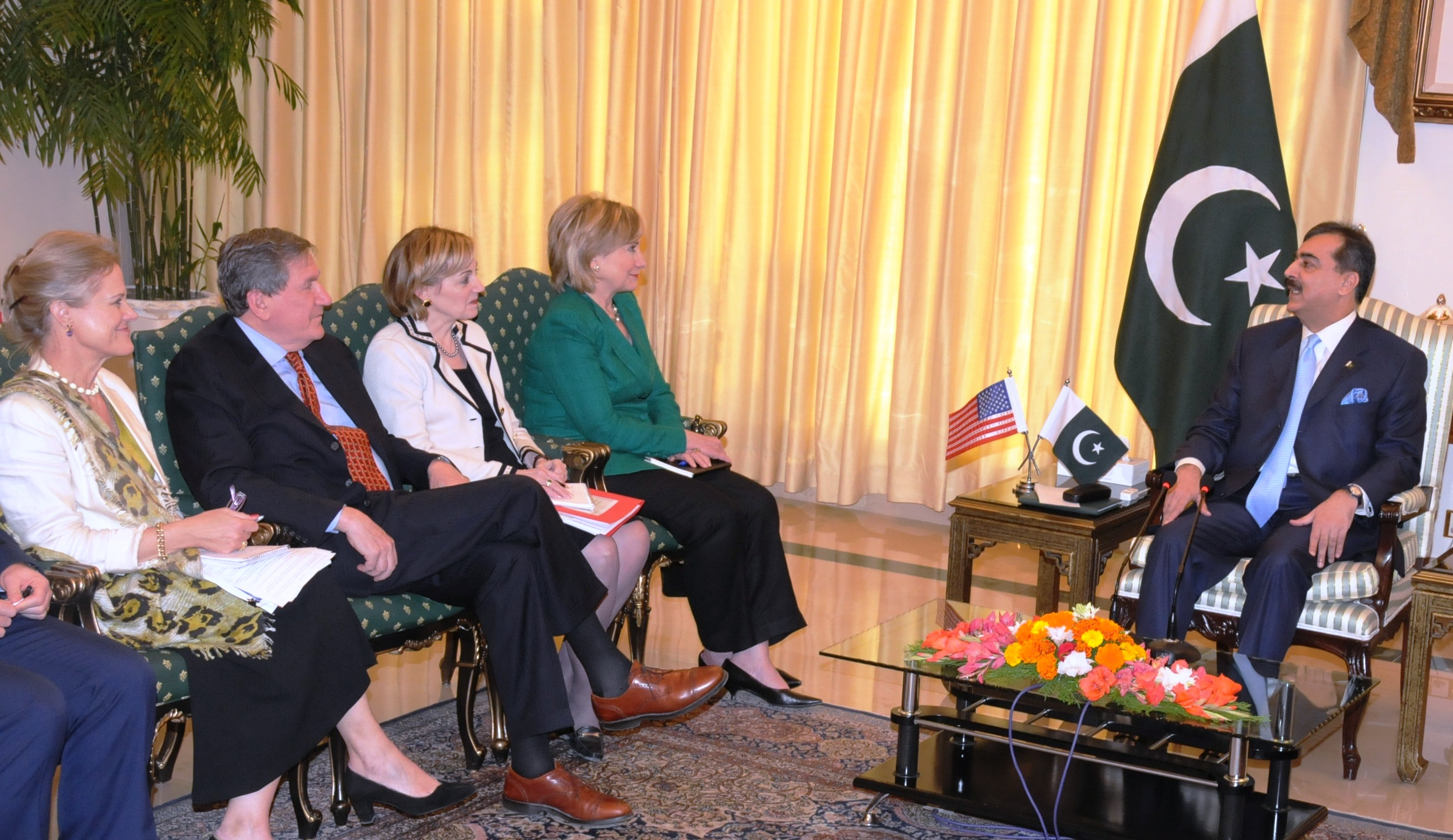
Robin Raphel (links) mit Richard Holbrooke, Hillary Clinton und Premierminister Yousaf Raza Gilani in Pakistan (2009)

Am 6. August 1993 wurde Robin Raphel Assistant Secretaries of State for South Asian Affairs und damit Leiterin des Referats für Südasien im Außenministerium. Das Amt der Assistant Secretaries of State for South Asian Affairs bekleidete sie bis zum 27. Juni 1997, ehe am 4. August 1997 Karl Inderfurth die Nachfolge antrat. Als Assistant Secretaries of State for South Asian Affairs unterstützte sie die Idee der seit den 1990er Jahren geplanten Erdgasleitung Turkmenistan-Afghanistan-Pakistan-Pipeline (TAP).
Robin Raphel selbst wurde daraufhin am 18. Dezember 1997 Nachfolgerin von Mary Ann Casey als Botschafterin in Tunesien und bekleidete diesen Posten bis zum 6. August 2000. Daraufhin war sie von 2000 bis zu ihrer Ablösung durch den bisherigen Botschafter in Kenia, Johnnie Carson, 2003 Leitende Vizepräsidentin der National Defense University (NDU). 2003 kehrte sie in das Außenministerium zurück und fungierte dort bis 2005 als Koordinatorin für den Wiederaufbau des Irak, ehe sie anschließend zwischen 2005 und 2009 für das in Washington, D.C. ansässige Lobbyismus-Unternehmen Cassidy & Associates tätig war.
2009 kehrte Robin Raphel, die sich auch für die Denkfabrik Council on Foreign Relations engagierte, abermals ins US-Außenministerium zurück, wo sie Leitende Beraterin des Sonderbeauftragten von Außenministerin Hillary Clinton für Afghanistan und Pakistan (AfPak), Richard Holbrooke, wurde. Die Funktion bekleidete sie auch unter Holbrookes Nachfolgern Marc Grossman (2010 bis 2012) beziehungsweise zuletzt James Dobbins (2012 bis 2014). Im Oktober 2014 durchsuchte das Federal Bureau of Investigation (FBI) ihre Wohnung sowie ihr Büro aufgrund von Spionagevorwürfen, die nach dem Abhören eines pakistanischen Offiziellen in die Wege geleitet wurden. Daraufhin wurde sie zunächst beurlaubt, ehe er Vertrag mit dem Außenministerium zum 2. November 2014 beendet wurde. Im März 2016 teilte das US-Justizministerium mit, dass es die Ermittlungen formell eingestellt hätte und keine Anklage erheben würde.
Robin Raphel ist seit 1990 in zweiter Ehe mit Leonard Ashton verheiratet. Aus dieser Ehe gingen zwei Töchter hervor.

## Veröffentlichung
- Iraq and America. Choices and Consequences, Mitautoren Maureen S. Steinbruner, Paul R. Pillar, Barbara Bodine, David Edelstein, Michael Eisenstadt, Avis Bohlen, Daniel Poneman, Nancy Soderberg, Michael Kraig, Gordon Adams, Denis McDonough und Ellen Laipson, The Henry L. Stimson Center, 2006, ISBN 978-0-97700-231-3